# Niviventer
Niviventer es un género de roedores de la familia  Muridae. 

## Especies
Contiene las siguientes especies:
- Niviventer andersoni (Thomas, 1911)
- Niviventer brahma (Thomas, 1914)
- Niviventer cameroni Chasen, 1940
- Niviventer confucianus (Milne-Edwards, 1871)
- Niviventer coninga Swinhoe, 1864
- Niviventer cremoriventer (Miller, 1900)
- Niviventer culturatus (Thomas, 1917)
- Niviventer eha (Wroughton, 1916)
- Niviventer excelsior (Thomas, 1911)
- Niviventer fraternus Robinson & Kloss, 1916
- Niviventer fulvescens (Gray, 1847)
- Niviventer hinpoon (Marshall, 1976)
- Niviventer lepturus (Jentink, 1879)
- Niviventer niviventer (Hodgson, 1836)
- Niviventer rapit (Bonhote, 1903)
- Niviventer tenaster (Thomas, 1916)